# Region Kaffrine
Die Region Kaffrine ist eine Region im zentralen Senegal. Sie grenzt im Westen an die Region Kaolack, im Nordwesten an die Region Fatick, im Norden an die Regionen Diourbel und Louga, im Nordosten an die Region Matam, im Osten an die Region Tambacounda sowie im Süden an Gambia. Sie wurde 2008 durch Abtrennung von der Region Kaolack geschaffen. In der Region leben 821.287 Menschen (Zensus 2023).

## Gliederung
Die Region Kaffrine untergliedert sich in vier Départements:
- Birkelane
- Kaffrine
- Koungheul
- Malem Hodar

Auf den nächsten Gliederungsebenen sind für 2013 neun Arrondissements, fünf Kommunen (Communes) und 28 Landgemeinden (Communautés rurales) zu nennen.